# Shinji Kagawa
Shinji Kagawa (香川 真司 Kagawa Shinji?)  (Kōbe, Prefectura de Hyōgo, 17 de marzo de 1989) es un futbolista japonés que juega como centrocampista en el Cerezo Osaka de la J1 League.

## Trayectoria

### Inicios en Japón
Comenzó a jugar al fútbol en sus años de escuela primaria. Se unió a Kobe NK Fútbol Club y más tarde se trasladó a Miyagi en Sendai, conocido también como prefectura de Miyagi. El equipo Cerezo Osaka rápidamente notó su talento y le hizo firmar un contrato a la edad de 17 años. Fue el primer jugador en Japón en firmar un contrato profesional antes de graduarse de escuela secundaria, a excepción de los jugadores promovidos desde los equipos juveniles de los clubes de la J. League. En la temporada 2007, se ganó el puesto de titular en el equipo, pero el club no logró el ascenso a la primera división, la J. League 1.

### Borussia Dortmund
Para la mitad del año 2010 fue contratado por el Borussia Dortmund alemán. El 23 de agosto, hizo su debut en la Bundesliga alemana, empezando por su nuevo club.
Después de anotar sus dos primeros goles en competencias oficiales en una llave de calificación de la Europa League contra el FK Qarabağ, continuó de esta forma con su primer gol en la Bundesliga ante el VfL, partido que él ganó por 2-0. En el Derbi del Ruhr, contra su clásico rival Schalke 04, anotó dos goles que le permitieron al ganar por 3-1, convirtiéndose así en una de los favoritos de la hinchada.
Pese a lesionarse en un partido con su selección que lo dejó fuera de las canchas por la mitad de la temporada, Kagawa terminó la temporada con 8 goles en 18 partidos, alcanzando el título de la Bundesliga y siendo nombrado al equipo estelar de la liga ese año.
Para la temporada 2011-12 Kagawa regresó de su lesión y rápidamente volvió a formar parte del equipo titular, jugando 42 partidos para el club entre competiciones locales y la UEFA Champions League; anotando 17 goles y entregando 14 asistencias.
Su último partido con el Dortmund fue ante el Paderborn por la Copa de Alemania, donde Kagawa aportaría el primer gol del partido. Al final, el derrotó al Bayern de Múnich por un contundente 5-2, consiguiendo de esta manera el doblete.

### Manchester United
Luego de varios días de especulación, Kagawa finalmente  firmó un contrato por con el Manchester United de la liga inglesa, el 22 de junio de 2012 por un total de 19 millones de euros. Kagawa realizó su debut el 20 de agosto de 2012 en la derrota 1-0 ante el Everton en el Goodison Park. En 2012 fue nombrado como uno de los mejores jugadores asiáticos. Fue el jugador asiático en anotar un triplete más rápido

### Regreso al Borussia Dortmund
El 31 de agosto de 2014 se anunció que Kagawa había fichado nuevamente con el Borussia Dortmund por un monto de 8 millones de euros. Kagawa volvió a jugar un partido competitivo para el 13 de septiembre de 2014 en la victoria 3-1 sobre el Friburgo, anotando el segundo gol de su equipo y asistiendo en otro.

### Real Zaragoza

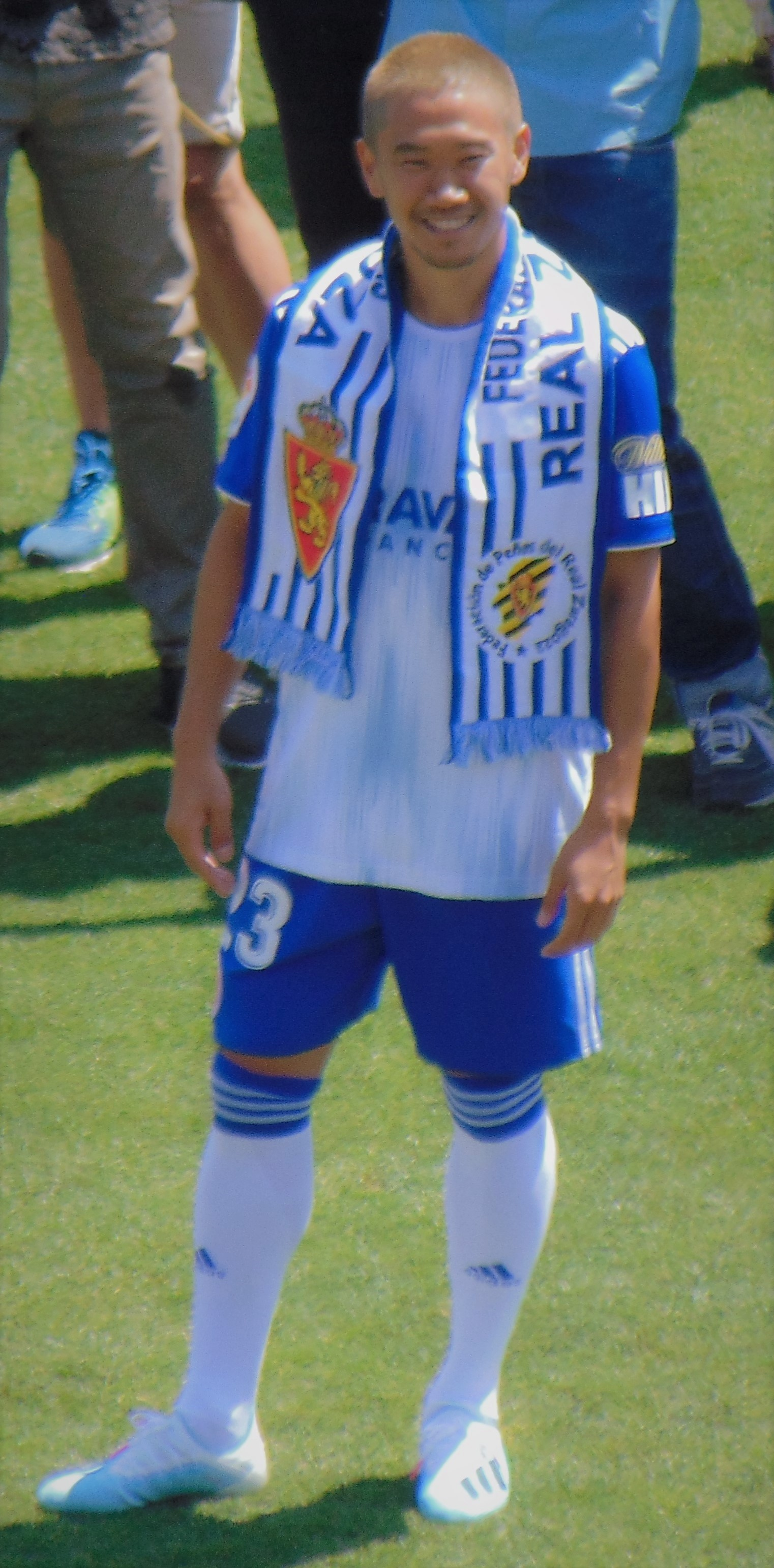
Kagawa en su presentación con el Real Zaragoza en 2019.

El 9 de agosto de 2019 el Real Zaragoza anunció su fichaje por un contrato de dos años. El futbolista manifestó su deseo de jugar en España y que le daba igual perder dinero durante esa temporada.
El 2 de octubre de 2020 llegó a un acuerdo con el club para su salida.

### Grecia y Bélgica
El 27 de enero de 2021 se hizo su fichaje por el PAOK de Salónica F. C., equipo que abandonó en diciembre tras rescindir su contrato. Entonces siguió su carrera en Bélgica tras firmar por el Sint-Truidense.

### Regreso a Japón
El 31 de enero de 2023 volvió a Japón y al Cerezo Osaka después de trece años en el fútbol europeo.

## Selección nacional
Fue parte de la selección nacional de Japón sub-20 en la Copa del Mundo Sub-20 2007 celebrada en Canadá.
En 2008 fue seleccionado para ser miembro del equipo japonés para los Juegos Olímpicos de 2008.
El 24 de mayo de 2008 hizo su debut con la selección absoluta en un amistoso de la Copa Kirin que Japón ganó a Costa de Marfil por 1-0.
No fue seleccionado por Takeshi Okada entre los 23 convocados para la Copa del Mundo 2010 en Sudáfrica. En septiembre de 2010 marcó el único gol del juego en la victoria de Japón 1-0 sobre Paraguay en Yokohama.
El 12 de mayo de 2014 fue incluido por el entrenador Alberto Zaccheroni en la lista final de 23 jugadores que representaron a Japón en la Copa Mundial de Fútbol de 2014 en Brasil.
El 31 de mayo de 2018 el seleccionador Akira Nishino lo incluyó en la lista de 23 para el Mundial.

### Goles internacionales
| #   | Fecha    | Estadio               | Rival                  | Resultado      | Competición                                  |
| --- | -------- | --------------------- | ---------------------- | -------------- | -------------------------------------------- |
| 1.  | 09/10/08 | Niigata, Japón        | Emiratos Árabes Unidos | 1-1 (Empate)   | Amistoso                                     |
| 2.  | 04/02/09 | Tokio, Japón          | Finlandia              | 5-1 (Victoria) | Amistoso                                     |
| 3.  | 04/09/10 | Yokohama, Japón       | Paraguay               | 1-0 (Victoria) | Amistoso                                     |
| 4.  | 21/01/11 | Doha, Catar           | Catar                  | 3-2 (Victoria) | Copa Asiática 2011                           |
| 5.  | 21/01/11 | Doha, Catar           | Catar                  | 3-2 (Victoria) | Copa Asiática 2011                           |
| 6.  | 10/08/11 | Sapporo, Japón        | Corea del Sur          | 3-0 (Victoria) | Amistoso                                     |
| 7.  | 10/08/11 | Sapporo, Japón        | Corea del Sur          | 3-0 (Victoria) | Amistoso                                     |
| 8.  | 11/10/11 | Osaka, Japón          | Tayikistán             | 8-0 (Victoria) | Clasificación de AFC para el Mundial de 2014 |
| 9.  | 11/10/11 | Osaka, Japón          | Tayikistán             | 8-0 (Victoria) | Clasificación de AFC para el Mundial de 2014 |
| 10. | 23/05/12 | Fukuroi, Japón        | Azerbaiyán             | 2-0 (Victoria) | Amistoso                                     |
| 11. | 08/06/12 | Saitama, Japón        | Jordania               | 6-0 (Victoria) | Clasificación de AFC para el Mundial de 2014 |
| 12. | 12/10/12 | Saint-Denis, Francia  | Francia                | 0-1 (Victoria) | Amistoso                                     |
| 13. | 26/03/13 | Amán, Jordania        | Jordania               | 1-2 (Victoria) | Clasificación de AFC para el Mundial de 2014 |
| 14. | 19/06/13 | Recife, Brasil        | Italia                 | 4-3 (Derrota)  | Copa Confederaciones 2013                    |
| 15. | 14/08/13 | Miyagi, Japón         | Uruguay                | 2-4 (Derrota)  | Amistoso                                     |
| 16. | 10/09/13 | Yokohama, Japón       | Ghana                  | 3-1 (Victoria) | Amistoso                                     |
| 17. | 05/03/14 | Tokio, Japón          | Nueva Zelanda          | 4-0 (Victoria) | Amistoso                                     |
| 18. | 02/06/14 | Tampa, Estados Unidos | Costa Rica             | 3-1 (Victoria) | Amistoso                                     |
| 19. | 07/06/14 | Tampa, Estados Unidos | Zambia                 | 4-3 (Victoria) | Amistoso                                     |
| 20. | 20/01/15 | Melbourne, Australia  | Jordania               | 2-0 (Victoria) | Copa Asiática 2015                           |
| 21. | 03/09/15 | Saitama, Japón        | Camboya                | 3-0 (Victoria) | Clasificación de AFC para el Mundial de 2014 |
| 22. | 08/09/15 | Teherán, Irán         | Afganistán             | 6-0 (Victoria) | Clasificación de AFC para el Mundial de 2014 |
| 23. | 08/09/15 | Teherán, Irán         | Afganistán             | 6-0 (Victoria) | Clasificación de AFC para el Mundial de 2014 |
| 31. | 19/06/18 | Saransk, Rusia        | Colombia               | 2-1 (Victoria) | Copa Mundial de Fútbol de 2018               |

## Estadísticas
Actualizado a 6 de agosto de 2025.
| Club                               | Div.          | Temporada     | Liga  | Liga  | Copas nacionales | Copas nacionales | Copas internacionales | Copas internacionales | Total | Total |
| Club                               | Div.          | Temporada     | Part. | Goles | Part.            | Goles            | Part.                 | Goles                 | Part. | Goles |
| ---------------------------------- | ------------- | ------------- | ----- | ----- | ---------------- | ---------------- | --------------------- | --------------------- | ----- | ----- |
| Cerezo Osaka Japón                 | 2.ª           | 2007          | 35    | 5     | 1                | 2                | ―                     | ―                     | 36    | 7     |
| Cerezo Osaka Japón                 | 2.ª           | 2008          | 35    | 16    | 0                | 0                | ―                     | ―                     | 35    | 16    |
| Cerezo Osaka Japón                 | 2.ª           | 2009          | 44    | 27    | 0                | 0                | ―                     | ―                     | 44    | 27    |
| Cerezo Osaka Japón                 | 1.ª           | 2010          | 11    | 7     | 1                | 0                | ―                     | ―                     | 12    | 7     |
| Borussia Dortmund · Alemania       | 1.ª           | 2010-11       | 18    | 8     | 2                | 0                | 8                     | 4                     | 28    | 12    |
| Borussia Dortmund · Alemania       | 1.ª           | 2011-12       | 31    | 13    | 6                | 3                | 6                     | 1                     | 43    | 17    |
| Manchester United F. C. Inglaterra | 1.ª           | 2012-13       | 20    | 6     | 3                | 0                | 3                     | 0                     | 26    | 6     |
| Manchester United F. C. Inglaterra | 1.ª           | 2013-14       | 18    | 0     | 4                | 0                | 8                     | 0                     | 30    | 0     |
| Manchester United F. C. Inglaterra | 1.ª           | 2014-15       | 0     | 0     | 1                | 0                | ―                     | ―                     | 1     | 0     |
| Manchester United F. C. Inglaterra | Total club    | Total club    | 38    | 6     | 8                | 0                | 11                    | 0                     | 57    | 6     |
| Borussia Dortmund · Alemania       | 1.ª           | 2014-15       | 28    | 5     | 5                | 1                | 5                     | 0                     | 38    | 6     |
| Borussia Dortmund · Alemania       | 1.ª           | 2015-16       | 29    | 9     | 5                | 1                | 12                    | 3                     | 46    | 13    |
| Borussia Dortmund · Alemania       | 1.ª           | 2016-17       | 21    | 1     | 4                | 2                | 5                     | 3                     | 30    | 6     |
| Borussia Dortmund · Alemania       | 1.ª           | 2017-18       | 19    | 5     | 3                | 1                | 5                     | 0                     | 27    | 6     |
| Borussia Dortmund · Alemania       | 1.ª           | 2018-19       | 2     | 0     | 1                | 0                | 1                     | 0                     | 4     | 0     |
| Borussia Dortmund · Alemania       | Total club    | Total club    | 148   | 41    | 26               | 8                | 42                    | 11                    | 216   | 60    |
| Borussia Dortmund II · Alemania    | 4.ª           | 2018-19       | 1     | 0     | ―                | ―                | ―                     | ―                     | 1     | 0     |
| Borussia Dortmund II · Alemania    | Total club    | Total club    | 1     | 0     | 0                | 0                | 0                     | 0                     | 1     | 0     |
| Beşiktaş J. K. Turquía             | 1.ª           | 2018-19       | 14    | 4     | ―                | ―                | ―                     | ―                     | 14    | 4     |
| Beşiktaş J. K. Turquía             | Total club    | Total club    | 14    | 4     | 0                | 0                | 0                     | 0                     | 14    | 4     |
| Real Zaragoza · España             | 2.ª           | 2019-20       | 33    | 4     | 3                | 0                | ―                     | ―                     | 36    | 4     |
| Real Zaragoza · España             | Total club    | Total club    | 33    | 4     | 3                | 0                | 0                     | 0                     | 36    | 4     |
| PAOK de Salónica F. C. · Grecia    | 1.ª           | 2020-21       | 5     | 0     | 3                | 0                | ―                     | ―                     | 8     | 0     |
| PAOK de Salónica F. C. · Grecia    | 1.ª           | 2021-22       | 1     | 0     | 0                | 0                | 3                     | 0                     | 4     | 0     |
| PAOK de Salónica F. C. · Grecia    | Total club    | Total club    | 6     | 0     | 3                | 0                | 3                     | 0                     | 12    | 0     |
| Sint-Truidense · Bélgica           | 1.ª           | 2021-22       | 6     | 0     | ―                | ―                | ―                     | ―                     | 6     | 0     |
| Sint-Truidense · Bélgica           | 1.ª           | 2022-23       | 12    | 2     | 0                | 0                | ―                     | ―                     | 12    | 2     |
| Sint-Truidense · Bélgica           | Total club    | Total club    | 18    | 2     | 0                | 0                | 0                     | 0                     | 18    | 2     |
| Cerezo Osaka Japón                 | 1.ª           | 2023          | 34    | 2     | 5                | 0                | ―                     | ―                     | 39    | 2     |
| Cerezo Osaka Japón                 | 1.ª           | 2024          | 10    | 1     | 3                | 0                | ―                     | ―                     | 13    | 1     |
| Cerezo Osaka Japón                 | 1.ª           | 2025          | 20    | 1     | 7                | 3                | ―                     | ―                     | 27    | 4     |
| Cerezo Osaka Japón                 | Total club    | Total club    | 189   | 59    | 17               | 5                | 0                     | 0                     | 206   | 64    |
| Total carrera                      | Total carrera | Total carrera | 447   | 116   | 57               | 13               | 56                    | 11                    | 560   | 140   |
| 1. 2.                              |               |               |       |       |                  |                  |                       |                       |       |       |

## Palmarés

### Campeonatos nacionales
| Título           | Club              | País       | Año     |
| ---------------- | ----------------- | ---------- | ------- |
| Bundesliga       | Borussia Dortmund | Alemania   | 2010-11 |
| Copa de Alemania | Borussia Dortmund | Alemania   | 2011-12 |
| Bundesliga       | Borussia Dortmund | Alemania   | 2011-12 |
| Premier League   | Manchester United | Inglaterra | 2012-13 |
| Community Shield | Manchester United | Inglaterra | 2013    |
| Copa de Alemania | Borussia Dortmund | Alemania   | 2016-17 |
| Copa de Grecia   | PAOK de Salónica  | Grecia     | 2020-21 |

### Títulos internacionales
| Título        | Club               | País  | Año  |
| ------------- | ------------------ | ----- | ---- |
| Copa Asiática | Selección de Japón | Catar | 2011 |

### Distinciones individuales
| Distinción                          | Año     |
| ----------------------------------- | ------- |
| Goleador de la J. League Division 2 | 2009    |
| European Sports Media               | 2011-12 |
| Equipo Ideal de la Bundesliga       | 2011-12 |
| TOTY Northern Europe                | 2011-12 |
| Futbolista asiático del año         | 2012    |